# RHIC

## 概要
Relativistic Heavy Ion Collider (RHIC [ˈrɪk]) はアメリカブルックヘブン国立研究所に存在する重イオン加速器である。現存する2つの重イオンコライダーのうちの1つであり、スピン偏極させた陽子を衝突させることのできる唯一の加速器である。様々な国の研究者が実験に参加しており、アメリカが運営している唯一の加速器でもある。.

## 運用
RHICでは、ほぼ光速度近くまで加速した原子核同士を衝突させることで、ビッグバン直後の宇宙に存在していたとされるクォーク・グルーオン・プラズマ（QGP）の存在やその物性の解明に向けた研究が進められている。
スピン偏極した陽子どうしを衝突させることで、陽子のスピンの構造の詳細を調べるための実験が行われた。
RHICは現在CERN、LHC加速器に次いで世界で二番目に衝突エネルギーが高い重イオン加速器である。
LHCでは現在1年のうち1ヵ月間、重イオン衝突実験が行われている。
2010年、RHICでは金+金衝突実験において、衝突直後の温度が345MeVを超えており、これは陽子や中性子といった核子内部に閉じ込められたクォークが閉じ込めから解放され、流体的な物質であるQGPが生成される温度に達しているという結果が発表された。
.